# Ансотеги, Ион
Ион Ансотеги Горостола (исп. Ion Ansotegi Gorostola; 13 июля 1982, Берриатуа) — испанский футболист, защитник.

## Карьера
Его профессиональная карьера началась в футбольном клубе «Эйбар», включая и его пребывание по аренде в «Баракальдо», после чего Ансотеги переехал в баскский клуб-гигант «Реал Сосьедад». 22 января 2006 года он дебютировал в матче дерби против «Атлетик Бильбао», закончив сезон с результатом в 33 сыгранных матча.
Ансотеги пропустил только 2 игры в сезоне — 2009/10. За это время он забил 4 гола, а «Реал Сосьедад» вернулся в первый дивизион после трехлетнего отсутствия. В следующей кампании клуба он участвовал в 32 играх. Клуб сохранил свой статус в Ла лиге. Однако футболист потерял свою значимость в команде в январе 2011 года, сразу после подписания клубом норвежского игрока Вадима Демидова и появления в команде Иньиго Мартинеса

## Титулы
Реал Сосьедад
- Сегунда: 2009/10